# Delbert Ray Fulkerson
Delbert Ray Fulkerson (14 de agosto de 1924 - 10 de enero de 1976) fue un matemático estadounidense que desarrolló como coautor, y junto con Lester Randolph Ford, Jr., el Algoritmo de Ford-Fulkerson, uno de los algoritmos más utilizados para computar el flujo máximo en una red de flujo.
Fulkerson recibió su Ph.D. en la Universidad de Wisconsin-Madison en 1951. En 1956, su importante artículo científico fue publicado.
Desde 1979, la Sociedad de Programación Matemática (MPS) y la American Mathematical Society (AMS) otorgan cada tres años el Premio Fulkerson, para aquellos matemáticos que hayan creado artículos importantes en el área de la matemática discreta.